# Seznam slonokoščenskih kardinalov
Seznam kardinalov iz Slonokoščena obale.

## A
- Bernard Agré

## D
- Ignace Bessi Dogbo

## K
- Jean-Pierre Kutwa

## Y
- Bernard Yago